# Wolfgang Grell
Wolfgang Grell (* 1. September 1924 in Hamburg; † 28. April 2010 ebenda) war ein deutscher Theologe.

## Ausbildung
Wolfgang Grell war ein Sohn von Kurt Grell und dessen Gattin Ilma, geborene Brandes. Der Vater arbeitete als reicher Kaufmann in Hamburg, legte den Beruf jedoch in mittlerem Lebensalter nieder und studierte Theologie. Da ihm ein Studium im norddeutschen Raum nur an der Universität Kiel möglich war, verlegte die Familie dorthin 1930 ihren Wohnort. Nach Studienende weigerte sich Kurt Grell, beim Landeskirchenamt den Amtseid auf Adolf Hitler zu leisten.
Wolfgang Grell besuchte während des Aufenthalts seiner Familie in Kiel von 1931 bis 1935 die 7. Knabenschule. Danach zog er mit den Eltern nach Lübeck. Hier besuchte er das Katharineum. Da er 1942 ab Reichsarbeitsdienst leisten musste, beendete er die Schule ohne Abschluss. 1944 wurde er zum Kriegsdienst eingezogen, während dessen er verwundet wurde und einige Zeit in britischer Kriegsgefangenschaft verbrachte. Nach Ende des Zweiten Weltkriegs bestand er 1946 die Abiturprüfung. Danach studierte er evangelische Theologie an Universitäten in Kiel, Bethel und Heidelberg.
Im April 1950 bestand Grell das Erste Theologische Examen in Kiel. Er verlobte sich mit der Witwe Elisabeth Haupt, geborene Hoffmann, deren erster Mann Pastor gewesen war und die während Grells Vikariat ein Kind erwartete. Da eine Heirat während des Vikariats aufgrund damaliger Vorschriften verboten war, das Paar 1951 trotzdem heiratete, geriet Grell in Konflikt mit dem Landeskirchenrat und Wilhelm Halfmann. Im Oktober 1951 legte er das Zweite Theologische Examen ab und wurde danach direkt in Kiel ordiniert. Anschließend arbeitete er als Provinzialvikar in Melsdorf und übernahm dort im folgenden Jahr eine Pfarrstelle. 1959 ging er als Pfarrer nach Oeversee.

## Wirken in Oeversee
In Oeversee trat Grell erstmals am Volkstrauertag 1966 politisch in Erscheinung, als er der Fahnendelegation eines 66er Kriegsverein untersagte, in die Kirche einzuziehen. Dadurch geriet er in eine Auseinandersetzung mit konservativen Bürgern. Als sich Grell 1967 an öffentlichen Diskussionen um ein Kriegerdenkmal in der Flensburger Marienkirche beteiligte, verschärfte sich der Konflikt. Gemeinsam mit weiteren Pastoren forderte der Theologe, das Denkmal für Gefallene des Ersten Weltkriegs zu entfernen. Da deutschlandweit viele Pastoren die Kritik teilten, fand dieser „Flensburger Denkmalstreit“ überregionale Beachtung. Grell sah sich aus konservativen Kreisen mit Forderungen einer Amtsenthebung konfrontiert. Die Diskussionen führten 1967 seitens des Landeskirchenamtes zu einem „Amtszuchtverfahren wegen ungebührlichen Umgangs mit leitenden Geistlichen“, das folgenlos blieb.
Nachdem die Polizei Grell beschuldigt hatte, bei einer Demonstration gegen eine Veranstaltung der NPD handgreiflich geworden zu sein, kam es 1969 zu einer aufsehenerregenden öffentlichen Auseinandersetzung des Theologen mit Innenminister Hartwig Schlegelberger. Da Grell jedoch nicht selbst Gewalt ausgeübt, sondern Gewaltbereite von Taten abgehalten hatte, übte er danach harte Kritik an der Polizei.
Grell gehörte seit 1966 der Landessynode Schleswig-Holsteins und von 1970 bis 1977 der verfassungsgebenden Synode an. Hier engagierte er sich insbesondere für Demokratie innerhalb der Kirche und polarisierte mit seinen theologischen Ansichten stark. Dies zeigte sich im Rahmen der Sondersynode 1968, die nach dem Denkmalstreit stattfand. Die Theologen diskutierten hier die Reformation der Kirche und den Umgang mit aktuellen Fragestellungen. Grell zeigte sich geprägt von den Ansichten Dietrich Bonhoeffers und Dorothee Sölle und forderte, in der Kirche eine zeitgerechtere Sprache zu verwenden. Außerdem wollte er das traditionelle Verständnis von Gott und dem christlichen Glauben reformieren. Dies führte zu einem weiteren, von konservativen Theologen angestrengten Amtsenthebungsverfahren, das keinen Erfolg hatte.

## Wirken in Hamburg
Ab 1972 wirkte Grell an der Wandsbeker Christuskirche. Politisch setzte er sich zunächst für mit Berufsverboten belegte linksgerichtete Pastoren und Kirchenmitarbeiter ein. Der Grund hierfür war das gegen seinen Freund und Schulpastor Theo Christiansen verhängte Berufsverbot. Christiansen hatte auf Wunsch der Angehörigen eine Trauerfeier für das erschossene RAF-Mitglied Georg von Rauch gehalten und durfte daher nicht mehr an einer Schule in Flensburg arbeiten.
Grell setzte sich mit den Haftumständen von RAF-Mitgliedern auseinander und kritisierte sie öffentlich als menschenunwürdig. Im März 1974 war er Autor des von 77 Unterzeichnern unterstützten Offenen Briefes an den nordrhein-westfälischen Justizminister Diether Posser. Darin wurde die Aufhebung der Isolationshaft für die RAF-Terroristinnen Ulrike Meinhof und Gudrun Ensslin gefordert und die Haft als „raffinierte Folter“ bezeichnet. Diese „Willkürmaßnahmen der Staatsmacht“ würden „an die schlimmsten Vorgänge der deutschen Vergangenheit erinnern“. Und für die Versuche des Justizministers, diese Haftbedingungen zu rechtfertigen, gelte: „Das sind Verhaltensweisen, die uns von faschistischen Regimen bekannt sind.“ Zu den Unterzeichnern gehörten Manfred Kock, Wolfgang Huber, Frank Crüsemann, Jürgen Fliege, Dieter Frettlöh, Christofer Frey, Christof Hardmeier, Luise Schottroff, Ekkehard Stegemann, Wolfgang Stegemann, Lothar Steiger u. a. Der Historiker Stephan Linck bewertete diesen Brief und dessen Unterstützung als ein Zeichen, dass Autor und Unterzeichner „eine klare Abgrenzung gegenüber der sich vollziehenden Radikalisierung vermissen“ ließen. 1974 veranstaltete Grell in seiner Gemeinde einen Gedenkgottesdienst für den nach einem Hungerstreik gestorbenen Holger Meins, auf den ein weiteres Amtszuchtverfahren folgte, das ohne Konsequenzen blieb.
Da er Kontakte zwischen Angehörigen und Inhaftierten der RAF fördern wollte, gründete Grell in seinem Pfarrhaus das „Informationsbüro für politische Gefangene in der BRD“. Damit wollte er eine große Öffentlichkeit erreichen und darauf hinweisen, dass die Haftbedingungen aus seiner Sicht rechtswidrig waren. Bis ins hohe Alter stattete er Häftlingen Gefängnisbesuche ab.
Später setzte sich Grell gegen die Erweiterung der Atomkraft ein und beteiligte sich 1980 an einer Aktion gegen eine mögliche Wahl Franz Josef Strauß’ zum deutschen Bundeskanzler. Diese Aktivitäten endeten meist mit Disziplinarverfahren. 1979 besetzten Gegner der Atomkraft die Sankt-Petri-Kirche. Das Landeskirchenamt erhob danach gegen Grell, der diese Protestaktion maßgeblich angeführt hatte, und die anderen Initiatoren drastische Schadensersatzansprüche. Die Auseinandersetzung endete nach einem offenen Brief 20 bedeutender Theologen wie Helmut Thielicke. 1983 kam es zu einer weiteren Auseinandersetzung des Theologen mit der Kirchenleitung. Auslöser war eine von ihm verfasste Satire auf den Kult um Martin Luther, die in der kirchenkritischen Zeitschrift Gegen den Strom erschienen war und als blasphemisch angesehen wurde. Im Rahmen der folgenden Eskalation distanzierten sich die Herausgeber des Blattes von Grell.
Grell unterstützte Kriegsdienstverweigerer und beteiligte sich 1978 an Demonstrationen von Mitarbeitern der Alsterdorfer Anstalten, die Lebens- und Betreuungszustände kritisierten. Dabei hob er die Bedeutung einer Neugestaltung der psychiatrischen Einrichtungen hervor. Ab 1985 engagierte sich der Theologe in der Friedens- und Ökologiebewegung und begleitete den konziliaren Prozess der evangelischen Kirche konstruktiv wie kritisch.

## Bedeutung in der Evangelischen Kirche
Laut Bodo Schümann galt Grell als „Kirchenrebell“, der folgenlos sechs Amtszucht-, Disziplinar- und Untersuchungsverfahren überstand, was in der neuzeitlichen Kirchengeschichte selten sein dürfte. Der Theologe, der aus bürgerlichen Verhältnissen stammte, zeigte sich zunehmend politisch radikal. Der Grund hierfür war sein Unrechtsbewusstsein und das aus der theologischen Arbeit gewonnene Empfinden, ausgegrenzten Personen und Minderheiten helfen zu müssen. Er selbst sagte, nie Gewalt angewendet zu haben, auch wenn er und seine Mitaktivisten Gewaltanwendung zur Erreichung politischer Ziele nie ausschlossen. Grell führte oft Oppositionen an, initiierte jedoch selbst keine radikalen Änderungsprozesse, sondern begleitete sie als Integrationsfigur. Kritiker in Kirche und Politik sah er nicht als Feinde, sondern bemühte sich, den gegenseitigen Austausch aufrechtzuerhalten und die Menschenwürde zu achten. Dadurch konnte er eine Neuausrichtung der norddeutschen Evangelischen Kirche erreichen.